# Porto Formoso
Porto Formoso es una freguesia portuguesa perteneciente al municipio de Ribeira Grande, situado en la Isla de São Miguel, Región Autónoma de Azores. Posee un área de 11,46 km² y una población total de 1 267 habitantes (2001). La densidad poblacional asciende a 110,6 hab/km². Se encuentra a una latitud de 37°43' N y una longitud 25°25' O. La freguesia se encuentra a 1 m s. n. m.
- Datos: Q2451740
- Multimedia: Porto Formoso (Ribeira Grande) / Q2451740

1. ↑  Worldpostalcodes.org,código postal n.º 9625-429.